# Motel Capri
Albums de Les Cowboys Fringants
Sur mon canapé
(1998) Break syndical
(2002)
Motel Capri est un album auto-produit du groupe québécois Les Cowboys Fringants sorti en 2000.

## Présentation
Bien qu'il s'agisse de leur troisième album en tant que groupe, Motel Capri est le premier album des Cowboys Fringants distribué commercialement par Empire Kerozen, filiale de la maison de disque Indica fondée par Grimskunk.
L'album se vend à plus de 10 000 exemplaires et permet au groupe d'acquérir un certain succès populaire, notamment dans leur région natale de Repentigny.
Habitué jusqu'ici aux chansons humoristiques, le groupe présente sur cet album l'une des premières chansons engagées avec Le Gars de la compagnie, qui en appellera d'autres par la suite.

## Réception critique
Dans La Presse, Jean-Christophe Laurence critique l'album en indiquant que « ces cowboys [l]'agacent au plus haut point, tant par leur cruelle absence d'inspiration mélodique que par cette parodie mille fois entendue de musique western ».
À l'inverse, Éric Parazelli du journal Voir voit dans le groupe « les mélodistes les plus efficaces depuis des lunes ». Sylvain Cormier du Devoir salue lui « dans la filiation québécoquébécoise Plume-Vilain Pingouin-Colocs-Frères à ch’val-Mononc’Serge » ses « nouveaux chouchous officiels : j’ai nommé les Cowboys fringants [...]. Leur truc ? Simple. Du frénétique trash-country trempé dans le folklore, non seulement bon à faire durer le party jusqu’aux p’tites heures mais livrant au passage quelques vérités bonnes à dire ». À la fin de l'année, le critique retient l'album comme l'un des dix meilleurs de l'année 2000.

## Liste des pistes
1. Su'mon big Wheel (c'était le fun) (Pauzé) – 0:11
2. Le plombier (Pauzé) – 3:03
3. Québécois de souche (Lebeau) – 2:04
4. Awikatchikaën (Tremblay, Pauzé) – 2:37
5. Maurice au bistro (Pauzé, Lépine) – 3:29
6. M'a vivre avec toi (Lebeau) – 5:10
7. Le Shack à Hector (Pauzé) – 4:41
8. Marcel Galarneau (Tremblay, Pauzé) – 2:38
9. Mon pays - Reel des Aristocrates (Pauzé, Lépine) – 4:14
10. Rue Chapdelaine (Pauzé) – 4:25
11. Banlieue (Pauzé) – 4:45
12. Voyou (Pauzé) – 2:53
13. Léopold - Le Temps Perdu (Lebeau - Prévert, Pauzé) – 4:12
14. Le Gars de la Compagnie (Pauzé, Lépine) – 3:16
15. Le Pouceux (Pauzé, Dom) – 3:11
16. Un p'tit tour (Pauzé, Lebeau) – 3:09

## Membres
- Karl Tremblay – chant principal
- Dominique Lebeau – batterie
- Marie-Annick Lépine – violon, accordéon, violoncelle, mandoline et chant
- Jean-François Pauzé – guitare, chant
- Jérôme Dupras – guitare basse, chœurs

## Chansons notables

### Le Gars d'la compagnie
Considérée comme une des premières pièces engagées du groupe, elle aborde des questions de déforestation, d'exploitation des territoires des peuples autochtones et des excès des propriétaires américains d'entreprises durant la Révolution tranquille: « Et le gars d'la compagnie rit dans sa barbe. C'est qui le con qui a dit que l'argent poussait pas dins arbres ? ».

### Le shack à Hector
Cette pièce retrace l'histoire d'un groupe d'amis célébrant et consommant de l'alcool dans un modeste chalet. Il s'agit d'une des pièces les plus populaires et marquantes de l'album, solidifiant leur style parfois festif et humoristique. Celle-ci est généralement performé à chaque concert, alors que des membres du groupe distribuent des verres de bières aux spectateurs dans la foule. Karl Tremblay, chanteur du groupe, s'amuse fréquemment à changer les paroles de la chanson pour y ajouter un volet humoristique. 

### Su'mon Big Wheel (C'tait l'fun)
Il s'agit d'une chanson comique d’art naïf de 10 secondes dont le titre constitue l'intégralité des paroles.

### Québécois de souche
Une satire humoristique et critique des emprunts à l'anglais dans la langue populaire québécoise, ainsi que du style de vie des Québécois: « Je suis un Québécois de souche, Ma loi 101 faut pas qu'tu y touches, C'est pas que j'sais pas ben parler, Mais chu un colon anglicisé ».

### Mon Pays
Mon Pays, suivi du Reel des Aristocrates est une chanson dynamique qui se termine par un long reel. Elle pose la théorie selon laquelle une grande partie des défaites du peuple québécois liées à l'indépendance du Québec tout au long de son histoire (la bataille des plaines d'Abraham, la rébellion du Bas-Canada et la crise d'Octobre) sont causées par une tradition d'ivresse presque endémique.